# Oczywiście
Oczywiście – tytuł drugiego studyjnego albumu polskiego zespołu szantowego EKT-Gdynia.
Nagrań dokonano w czerwcu 1994 roku w studiu S3 i S7 Polskiego Radia w Warszawie, gdzie wykonano także wstępny mix. Ostateczny mix powstał w BCF Studio w Bielsku-Białej.

## Lista utworów
1. "Zimowa nadzieja"
2. "Stary album"
3. "Bossanowa o północy"
4. "Ballada o porach roku"
5. "Piosenka dla mojej dziewczyny"
6. "Morze, moje morze"
7. "Samotnemu żeglarzowi"
8. "Obłoki"
9. "Piosenka na przetrwanie"
10. "Masz jeszcze noc"
11. "Lekko ochrypnięty"

## Skład
- Jan Wydra – śpiew, gitara akustyczna
- Ireneusz Wójcicki – śpiew
- Waldemar Iłowski – gitara basowa, śpiew
- Jacek Fimiak – perkusja, śpiew

## Goście
- Józef Kaniecki – skrzypce
- Mariusz Jeremus – gitara elektryczna
- Tomasz Jodełło – harmonijka ustna
- Krzysztof Jurkiewicz – mandolina, śpiew

## Nagranie
- Andrzej Raczkiewicz – realizator dźwięku
- Aleksander Suchojad – reżyser dźwięku i producent